# Дон Кихот из Авельянеды
«Вторая часть хитроумного идальго Дон Кихота Ламанчского» (исп. Segundo tomo del ingenioso hidalgo don Quijote de la Mancha), больше известная как «Дон Кихот из Авельянеды», — роман неизвестного писателя, взявшего псевдоним Алонсо Фернандес де Авельянеда, поддельное продолжение «Дон Кихота» Мигеля де Сервантеса, опубликованное в 1614 году. Во времена Золотого века Испании выход книг, которые эксплуатировали успешные произведения, был достаточно распространённым явлением.
Книга представляет собой продолжение рассказа о странствующем рыцаре Дон Кихоте и его оруженосце Санчо Пансе, который на тот момент не был доведён Сервантесом до окончательного варианта в виде двух томов. В тексте содержатся выпады против Сервантеса. Существует мнение, что именно публикация «Дон Кихота из Авельянеды» заставила писателя ускорить работу над вторым томом.
«Для меня одного родился Дон Кихот, — написал Сервантес в последней главе второго тома, — а я родился для него; ему суждено было действовать, мне — описывать; мы с ним составляем чрезвычайно дружную пару — назло и на зависть тому лживому тордесильясскому писаке, который отважился (а может статься, отважится и в дальнейшем) грубым своим и плохо заостренным страусовым пером описать подвиги доблестного моего рыцаря, ибо этот труд ему не по плечу и не его окоченевшего ума это дело».
Кем был в действительности Алонсо Фернандес де Авельянеда, не установлено до настоящего времени. Почти все исследователи творчества Сервантеса согласны лишь с тем, что это псевдоним. Существует мнение, что над романом работал целый писательский коллектив, причём шестую книгу мог написать Тирсо де Молина, а седьмую — частично Лопе де Вега, которые были литературными оппонентами Сервантеса. Кроме этих писателей, среди других недоброжелателей Сервантеса, задетых им в «Дон Кихоте» называли Руиса де Аларкона, Бартоломе де Архенсолу, Алонсо Кастильо Солорсано. С учётом наличия в книге значительного количества слов из арагонского диалекта среди возможных авторов называли ряд арагонских писателей. Британский литературовед Джеймс Фицморис-Келли предположил, что автор выступил не под псевдонимом, а под реальным своим именем. Советский испанист Всеволод Багно писал по этому поводу: «Кто знает, может быть, и в самом деле Авельянеда не псевдоним, а подлинное имя литератора, о котором история никаких сведений до нас не донесла».  